# Кро (Пиј де Дом)
Кро (фр. Cros) насеље је и општина у централној Француској у региону Оверња, у департману Пиј де Дом која припада префектури Исоар.
По подацима из 2011. године у општини је живело 168 становника, а густина насељености је износила 8,56 становника/km². Општина се простире на површини од 19,62 km². Налази се на средњој надморској висини од 798 метара (максималној 923 m, а минималној 675 m).

## Демографија
| 1962. | 1968. | 1975. | 1982. | 1990. | 1999. | 2011. |
| ----- | ----- | ----- | ----- | ----- | ----- | ----- |
| 233   | 306   | 260   | 224   | 191   | 187   | 168   |

График промене броја становника у току последњих година